# Love (píseň, Lana Del Rey)
Love je píseň americké zpěvačky a skladatelky Lany Del Rey, která slouží jako pilotní singl z jejího pátého studiového alba Lust for Life. Napsali ji Del Rey, Rick Nowels, Emile Haynie a Benjamin Levin. Byla vydána 18. února 2017 poté, co na internet začaly unikat ukázky z ní. Píseň i videoklip, který ji doprovázel, byli kritiky přijaty pozitivně. "Love" debutovala na 2. příčce v americké hitparádě Hot Rock Songs, čímž se stala její nejvýše umístěnou písní v tomto žebříčku. Del Rey píseň poprvé na živo zazpívala 17. března 2017 na South by Southwest festivalu v Austinu v Texasu.

## Hudební video
Videoklip byl natočen již v červnu 2016 Richem Lee. Byl oznámen 20. února 2017 Del Rey při livestreamu na Instagramu. Ještě toho dne byl nahrán na její VEVO účet a za týden získal přes 19 miliónů zhlédnutí. Videoklip začíná černobíle a ukazuje Del Rey zpívající na pódiu před menším publikem. Mezitím probíhají scény mladých párů, kteří se připravují na den na pláži. Video se postupně přeměňuje do barevného a objevují se scény párů vznášejících se ve vesmíru. Na konci videa vystupuje Del Rey se svou kapelou na měsíci.

## Hudební příčky
| Žebříček (2017)                              | Nejvyšší umístění |
| -------------------------------------------- | ----------------- |
| Austrálie (ARIA)                             | 41                |
| Belgie (Ultratop 50 Flanders)                | 41                |
| Belgie (Ultratip Wallonia)                   | 9                 |
| Česko (Singles Digitál Top 100)              | 25                |
| Francie (SNEP)                               | 12                |
| Itálie (FIMI)                                | 53                |
| Irsko (IRMA)                                 | 35                |
| Kanada (Canadian Hot 100)                    | 48                |
| Německo (Official German Charts)             | 68                |
| Nový Zéland (RMNZ)                           | 3                 |
| Maďarsko (Single Top 40)                     | 4                 |
| Portugalsko (AFP)                            | 47                |
| Rakousko (Ö3 Austria Top 40)                 | 43                |
| Skotsko (Official Charts Company)            | 16                |
| Slovensko (Singles Digitál Top 100)          | 13                |
| Španělsko (Promusicae)                       | 5                 |
| Švédsko (Sverigetopplistan)                  | 49                |
| Švýcarsko (Schweizer Hitparade)              | 27                |
| Spojené království (Official Charts Company) | 41                |
| USA (Billboard Hot 100)                      | 44                |
| USA (Billboard Hot Rock Songs)               | 2                 |